# Wiktor Iwanowitsch Dorkin

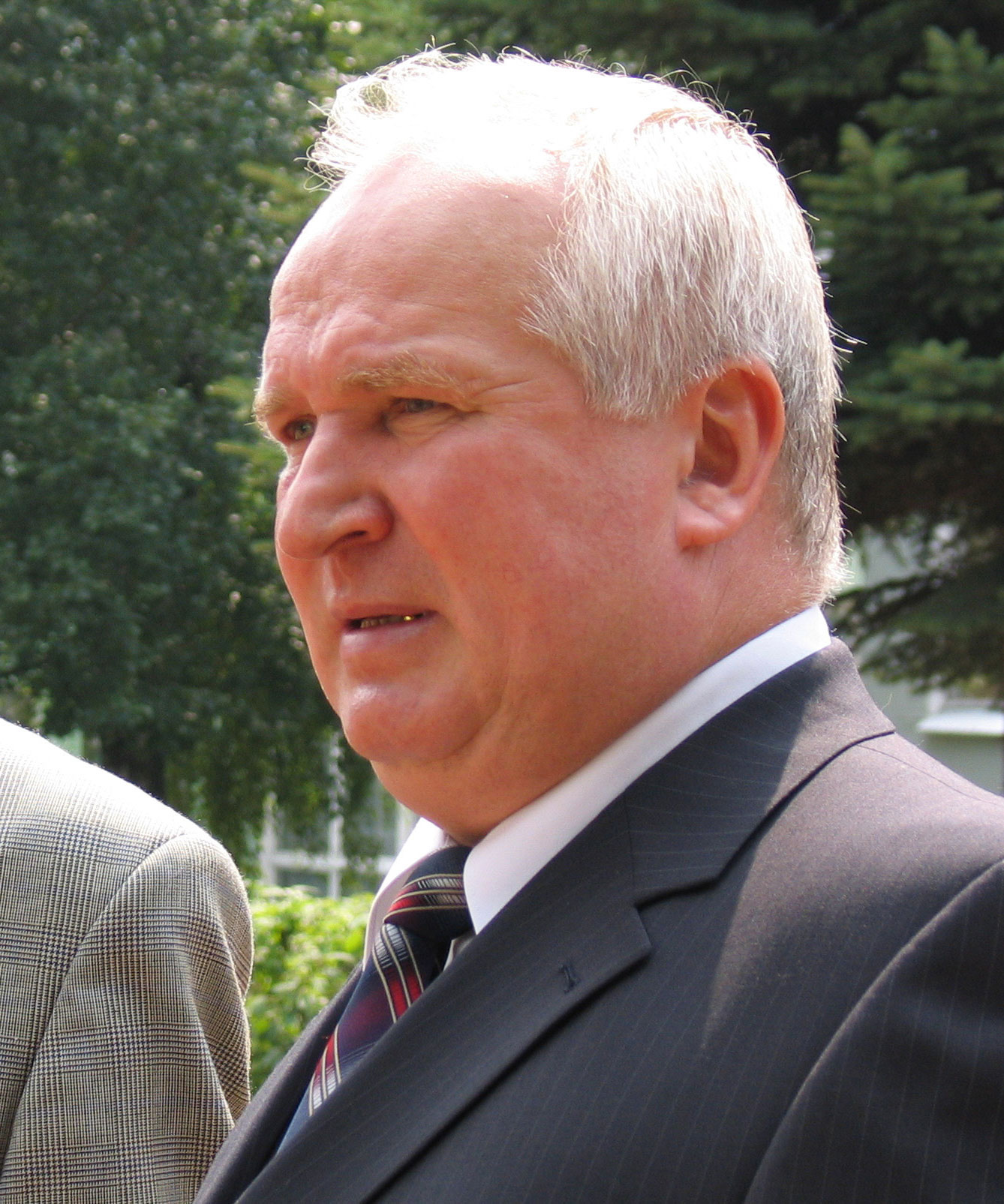
Wiktor Dorkin

Wiktor Iwanowitsch Dorkin (russisch Виктор Иванович Доркин; * 3. Oktober 1953 im Dorf Nowodewitschje, Rajon Schigonski, Oblast Samara, RSFSR, UdSSR; † 30. März 2006 in Dserschinski, Russische Föderation) war ein russischer Politiker und ehemaliger Bürgermeister der Stadt Dserschinski.

## Leben
Dorkin studierte von 1970 bis 1976 am Polytechnischen Institut Kuibyschew (heute Samara) und schloss sein Studium als Chemieingenieur ab. 
1990 wurde er zum Vorsitzenden des Stadtrats der Volksdeputierten von Dserschinski gewählt. Ein Jahr später rückte er zum Leiter der Exekutive von Dserschinski auf. 1996 wurde er zum Bürgermeister der Stadt ernannt.
Am 30. März 2006 wurde Dorkin auf offener Straße im Zentrum von Dserschinski erschossen. Die Staatsanwaltschaft benannte Dmitri Lukin, den ehemaligen Vizepräsidenten des lokalen Fußballvereins "Orbita", als Auftraggeber des Attentats. Er wurde 2016 am Flughafen Wnukowo in Moskau verhaftet, jedoch zwei Jahre später von einem Geschworenengericht freigesprochen.